# سخن عشق
سخن عشق، نام آلبوم موسیقی سنتی ایرانی است با صدای محمدرضا شجریان که با همکاری گروه آوا در دستگاه ماهور اجرا شد. در این آلبوم تصنیف «سرو چمان» از ساخته‌های محمدرضا شجریان بار دیگر توسط گروه آوا اجرا شد. اشعار این آلبوم برای گرامیداشت استاد سخن سعدی از این شاعر ایرانی انتخاب شده بود. آلبوم مربوط به کنسرت محمدرضا شجریان و گروه آوا که در سال ۱۳۸۶ منتشر شد، دارای دو بخش بود که بخش اول آن تصنیف «سخن عشق» در دستگاه ماهور و بخش دوم «غوغای عشق‌بازان» در افشاری اجرا شده بود.

## شرح

### هنرمندان
- آواز: محمدرضا شجریان
- آواز و تمبک: همایون شجریان
- تار: مجید درخشانی
- کمانچه: سعید فرجپوری
- بربت: محمد فیروزی
- دف: حسین رضایی‌نیا

## منبع
- جلد اثر